# Diocèse de Laghouat
Le diocèse de Laghouat-Ghardaïa a été érigé canoniquement le 14 septembre 1955 par le pape Pie XII. Son évêque, depuis 2025, est Diego Sarrió Cucarella, M.Afr, qui siège à la cathédrale de Ghardaïa.
Ce diocèse, l'un des quatre de l'Algérie, est directement sujet au Saint-Siège. Il était auparavant appelé la préfecture apostolique de Ghardaïa en 1901, mais en 1921 il prend le nom de Ghardaïa au Sahara et il devient un vicariat apostolique en 1942. Le territoire diocésain est l'un des plus vaste du monde, comprenant les villes de Djelfa, Ghardaïa et Tamanrasset. Il couvre tout le Sahara dans le sud de l'Algérie, plus de 2 107 000 km2. Il y a seulement 2 000 chrétiens dans ce territoire, ils sont très minoritaires, sur une population totale de 3 883 000 habitants.
Le bienheureux Charles de Foucauld a vécu quinze ans dans ce diocèse avant de mourir assassiné et il est enterré à El Golea.
Le service catholique Caritas fournit des services à la population locale. La communauté des Pères blancs est également présente, c'est d'elle dont est issu l'évêque.

## Histoire
La préfecture apostolique de Ghardaïa est érigée le 19 juillet 1901, à partir du vicariat apostolique du Sahara et du Soudan (aujourd'hui, l'archidiocèse de Bamako).
Par le décret Quo in nonnullis du 10 janvier 1921, la Sacrée Congrégation pour la propagation de la Foi lui confère le nom de préfecture apostolique Ghardaïa au Sahara (praefectura apostolica de Ghardaia in Sahara).
Sous le pontificat de Benoît XV, par la constitution apostolique Ad faciliorem du 28 avril 1942, le pape Pie XII réduit son territoire pour l'érection de la préfecture apostolique de Niamey (aujourd'hui, l'archidiocèse de Niamey).
Par la constitution apostolique Ghardaiensis in Sahara du 10 juin 1948, Pie XII élève la préfecture apostolique au rang de vicariat apostolique, sous le nom de vicariat apostolique de Ghardaïa au Sahara (vicariatus apolisticus Ghardaiensis in Sahara).
Par la constitution apostolique Summi Dei voluntate du 5 juin 1954, Pie XII réduit le territoire du vicariat apostolique pour l'érection de la préfecture apostolique du Sahara espagnol et de l'Ifni (aujourd'hui, la préfecture apostolique du Sahara occidental).
Par la constitution Dum tantis du 15 septembre 1955, Pie XII élève le vicariat apostolique au rang de diocèse, sous son nom actuel de diocèse de Laghouat.

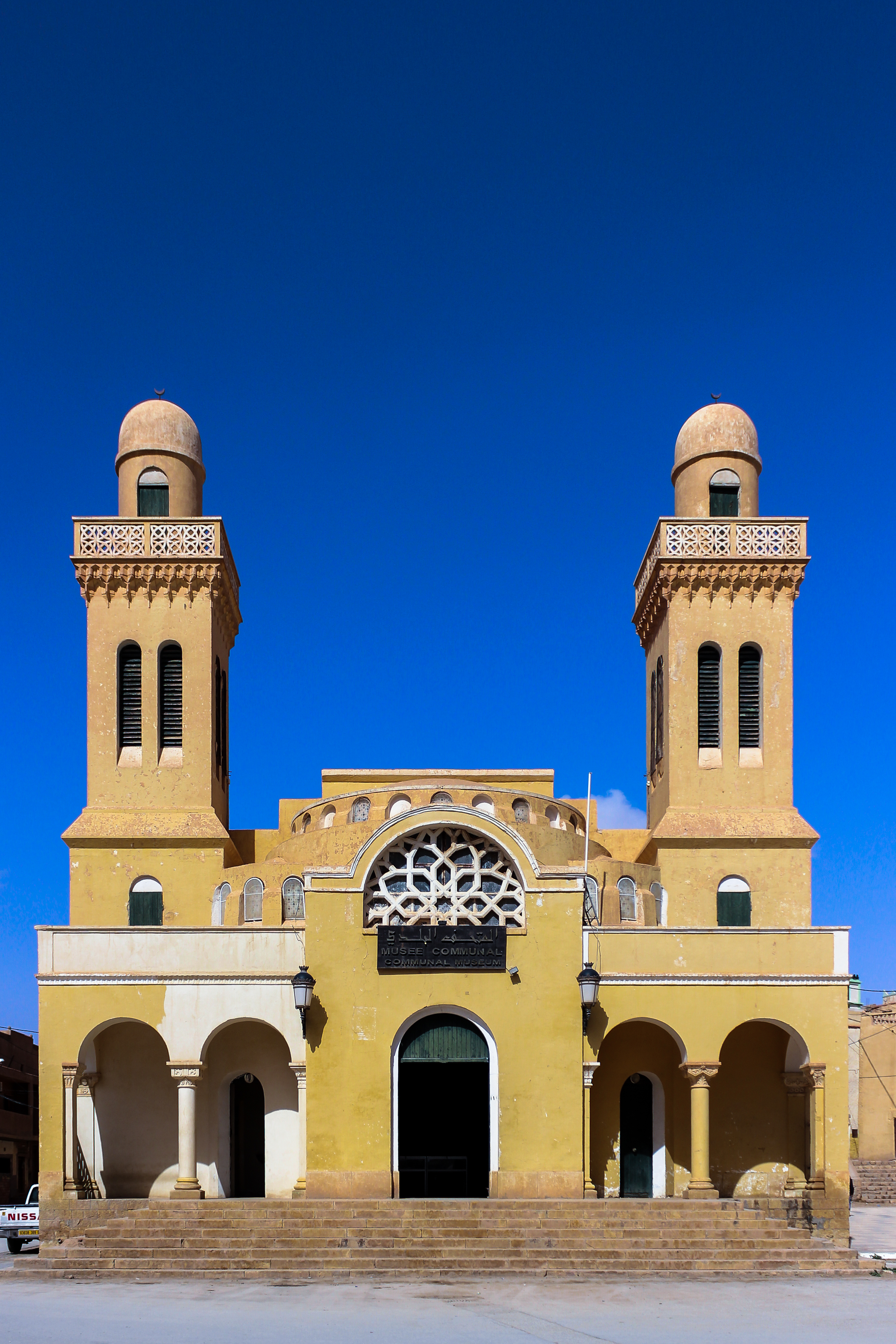
L'ancienne cathédrale Saint-Hilarion, transformée en musée communal.

## Cathédrales
L'ancienne église Saint-Hilarion de Laghouat, dédiée à saint Hilarion, est l'ancienne cathédrale du diocèse.
L'église de Ghardaïa est la pro-cathédrale du diocèse.

## Ordinaires

### Préfets apostoliques de Ghardaïa
- 1891-1892 : Charles Martial Lavigerie
- 1892-1901 : vacant
- 1901-1910 : Charles Guérin (de)[9]
- 1910-1911 : vacant
- 1911-1916 : Henry Bardou (de)[10]
- 1916-1919 : Louis David (de)[11]
- 1919-1921 : Gustave-Jean-Marie Nouet (de), M.Afr[12]

### Préfets apostoliques de Ghardaïa au Sahara
- 1921-1941 : Gustave-Jean-Marie Nouet , M.Afr
- 1941-1948 : Georges-Louis Mercier (de), M.Afr[13]

### Vicaire apostolique de Ghardaïa au Sahara
- 1948-1955 : Georges-Louis Mercier, M.Afr

### Évêques de Laghouat
- 1955-1969 : Georges-Louis Mercier, M.Afr
- 1968-1989 : Jean-Marie Raimbaud (de), M.Afr[14]
- 1989-1991 : vacant
- 1991-2004 : Michel Gagnon, M.Afr[15]
- 2004-2004 : vacant
  - Michel Larbubu, administrateur apostolique
- 2004-2017 : Claude Rault, M.Afr[16]
- 2017-2025 : John Gordon MacWilliam, M.Afr[17]
- depuis 2025 : Diego Sarrió Cucarella